# Llewellyn Thomas

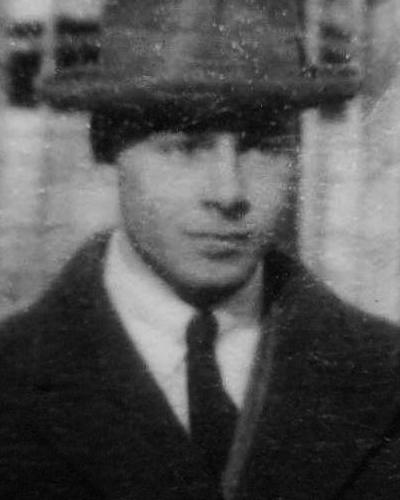
Llewellyn Thomas, Kopenhagen 1926

Llewellyn Hilleth Thomas (* 31. Oktober 1903 in London; † 20. April 1992 in Raleigh (North Carolina)), meist einfach L. H. Thomas zitiert, war ein britischer theoretischer Physiker und angewandter Mathematiker.

## Leben und Werk
Thomas studierte an der Universität Cambridge (Trinity College), wo er Mathematik bei Bromwich und John Edensor Littlewood hörte und Physik u. a. bei Arthur Eddington und Ralph Fowler. Er machte seinen Bachelor-Abschluss 1924 und Master-Abschluss 1928 und wurde im Jahr 1927 in Cambridge promoviert.

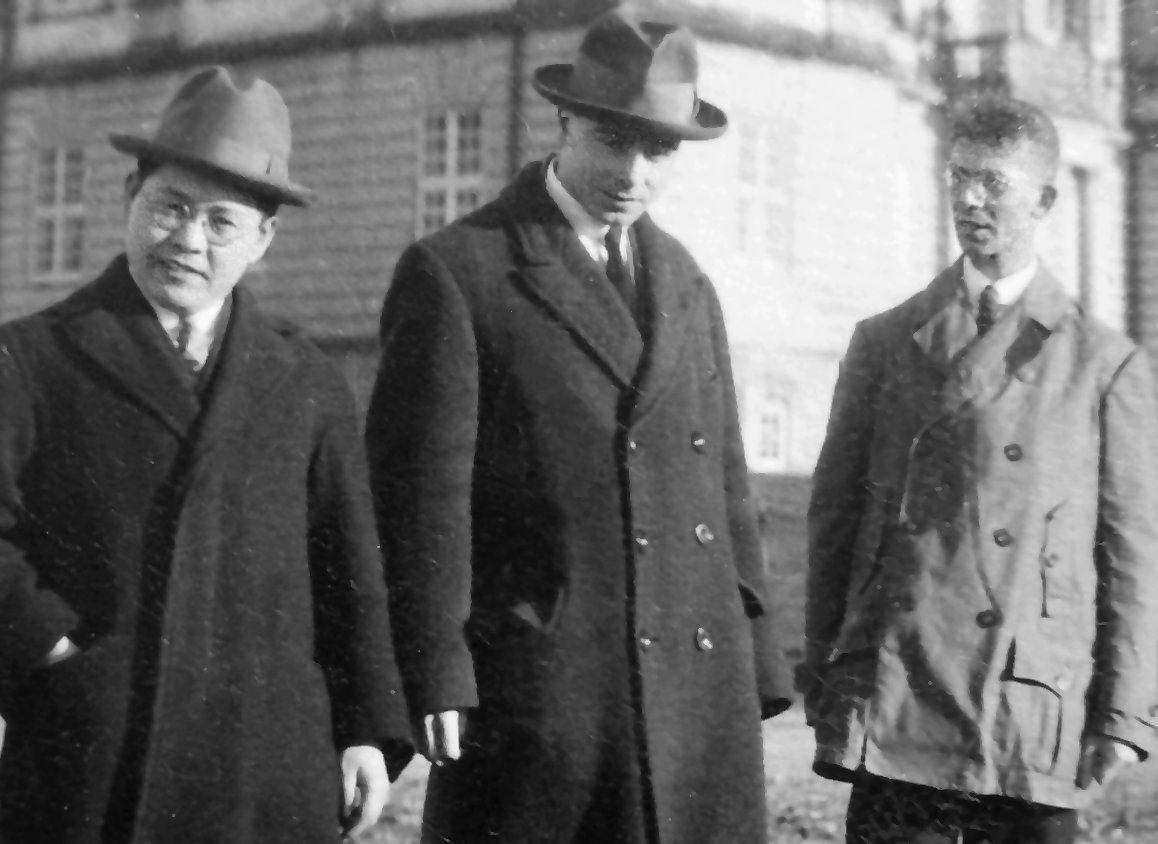
Yoshio Nishina, Llewellyn Thomas und Friedrich Hund (Kopenhagen 1926)

1925 und 1926 hielt er sich in Kopenhagen auf und traf dort auf Yoshio Nishina und Friedrich Hund. Thomas war 1929 bis 1943 (und 1945/6) an der Ohio State University und während des Zweiten Weltkrieges am Aberdeen Proving Ground der US-Armee (dem ballistischen Forschungszentrum). Ab 1945 war er am Watson Scientific Computing Laboratory (gestiftet von IBM) der Columbia University, wo er mit Wallace John Eckert an der Programmierung der Rechenanlagen arbeitete. 1946 wurde er an der Columbia University Professor für Physik, hielt aber auch Vorlesungen z. B. über Numerik von Differentialgleichungen. 1963 wurde er IBM Fellow. 1968 ging er bei IBM und der Columbia University in den Ruhestand und ging an die North Carolina State University. 1976 emeritierte er.
Thomas ist bekannt für die Thomas-Präzession des Elektrons im Atom (1926) und das Thomas-Fermi-Modell (1927) mit Enrico Fermi, eine statistische Theorie des Atoms. Die Thomas-Präzession ist eine relativistische Korrektur in der Spin-Bahn-Wechselwirkung eines Elektrons im Atom (bzw. eines Kreisels auf einer Umlaufbahn). Es lieferte einen bis dahin fehlenden Faktor ½ in der Feinstruktur-Aufspaltung des Wasserstoffatoms.
Im Watson-Computerlabor der Columbia University erfand er den Magnetkernspeicher noch vor An Wang. Er soll auch für das Format der Instruktionen des am Labor verwendeten IBM NORC (Naval Ordonance Research Computer) mit drei Adressen verantwortlich gewesen sein.
1954 brachte es Thomas in die Schlagzeilen von Time Magazine mit einem Argument gegen die von Wernher von Braun zur Förderung der Raumfahrt propagierte Verwendung von Satelliten in Erdumlaufbahnen für militärische Zwecke. Thomas machte darauf aufmerksam, das es weit kostengünstiger wäre, auf der Umlaufbahn eine Bombe zur Explosion zu bringen, um den Satelliten auszuschalten.
Ab 1958 war er Mitglied der National Academy of Sciences.
Thomas arbeitete meist für sich und hatte wenige Studenten, darunter Leonard Schiff.
Thomas entwickelte 1938 eine Methode der Sektor-Aufteilung des Zyklotronmagneten, um das Defokussierungsproblemen von Zyklotronen bei höheren Energien, wo sich der relativistische Massenzuwachs bemerkbar macht, zu lösen (Thomas-Zyklotron). Es war allerdings schwierig umzusetzen und seiner Zeit voraus und wurde erst 1950 in Berkeley realisiert von John Reginald Richardson und anderen.
1934 wurde er Fellow der American Physical Society. 1958 wurde er zum Mitglied der National Academy of Sciences gewählt.